# Berneray Parliamentary Church

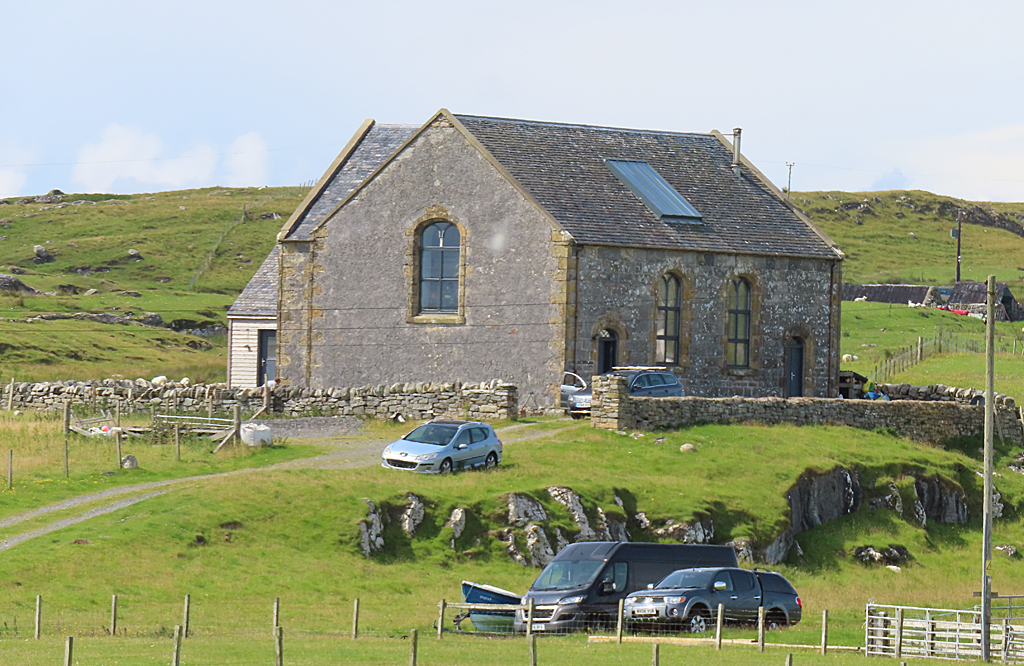
Berneray Parliamentary Church

Die Berneray Parliamentary Church ist ein ehemaliges Kirchengebäude der presbyterianischen Church of Scotland und heutiges Wohngebäude auf der schottischen Hebrideninsel Berneray. 1971 wurde das Gebäude in die schottischen Denkmallisten in der Kategorie B aufgenommen. Das zugehörige Pfarrhaus ist ebenfalls als Kategorie-B-Denkmal klassifiziert.

## Geschichte

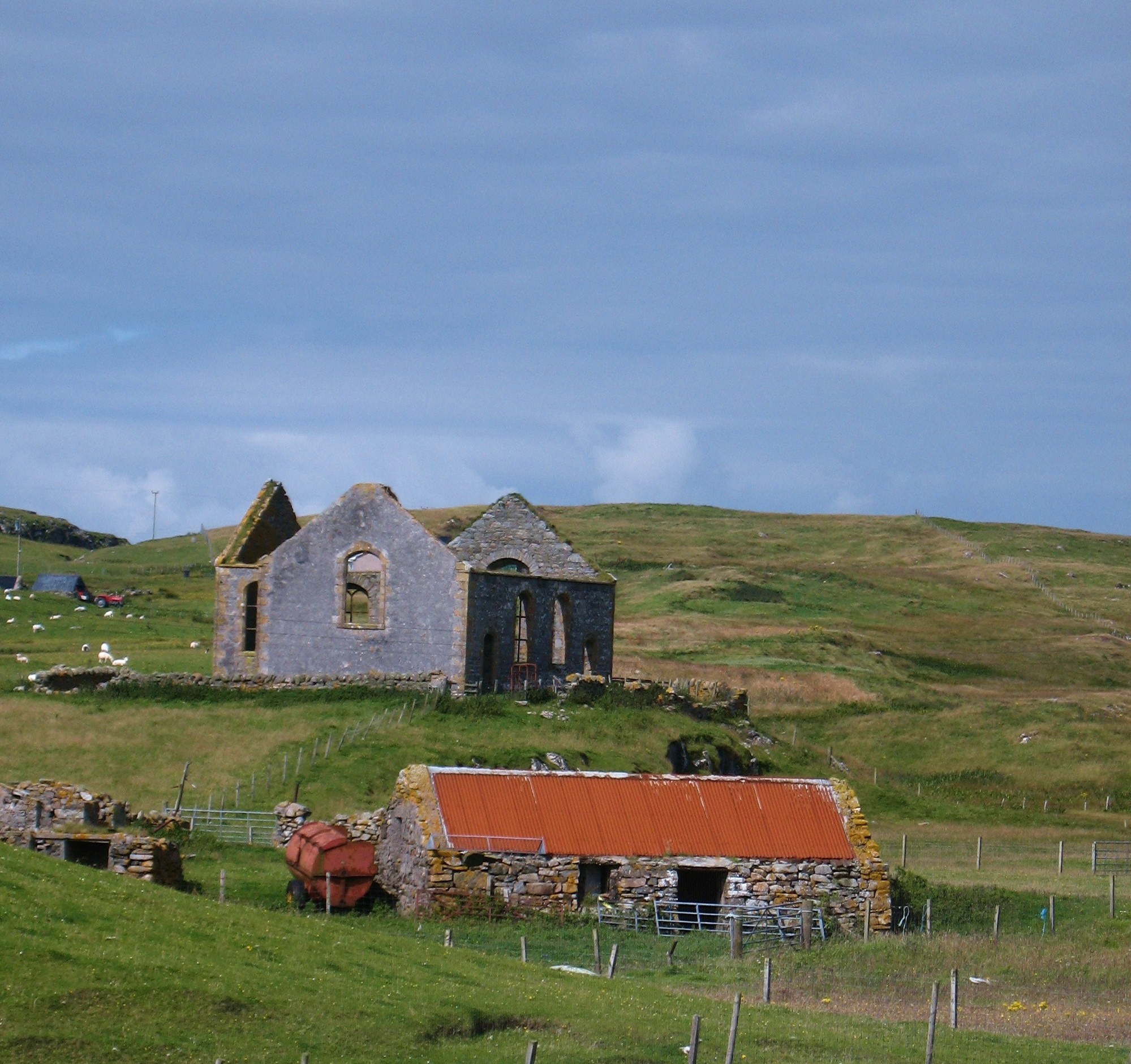
Das Kirchengebäude im Zustand vor der Restaurierung (2010)

Nach Ende der Koalitionskriege stellte die britische Regierungen einen Fonds zur Finanzierung von Kirchengebäuden bereit. Insbesondere profitierten ländliche Regionen mit ihren weitläufigen Kirchengemeinden von diesen Zuwendungen. Insgesamt wurden Gelder zum Bau von 32 Kirchen und 41 Pfarrhäusern bewilligt, die aufgrund der Herkunft der Mittel als „Parliamentary Churches“ bezeichnet wurden. Die Kirchengebäude wurden auf Basis eines Standardmodells von Thomas Telford geplant, das an die jeweiligen örtlichen Gegebenheiten angepasst wurde. Die Berneray Parliamentary Church wurde 1829 durch John Davidson und Thomas Macfarlane fertiggestellt. Die Baukosten für die Kirche und das Pfarrhaus beliefen sich auf 1500 £.
Berneray gehört zur Kirchgemeinde Harris, deren Sitz sich auf der Nachbarinsel Harris befindet. Ursprünglich war der Kirchenneubau auf Harris geplant, die Gemeinde empfahl jedoch den Bau auf Berneray. Bei einer Begehung im Jahr 1965 war das Dach des zwischenzeitlich aufgelassenen Gebäudes eingestürzt, das Mauerwerk war jedoch noch vollständig erhalten. Die Restaurierung des profanierten Kirchengebäudes wurde 2012 abgeschlossen. Es dient nun als Wohngebäude und Künstleratelier.

## Beschreibung
Die Berneray Parliamentary Church steht inmitten des Weilers Rushgarry, der nach der Immigration zahlreicher Vertriebener von umliegenden Inseln in den 1830er Jahren bevölkerungsstärksten Region der Insel.
Der Aufbau des Kirchengebäudes folgt dem Standardplan der Telford Churches. Die Saalkirche weist einen T-förmigen Grundriss auf. Sämtliche Gebäudeöffnungen schließen mit gedrückten Segmentbögen. Die nordostexponierte Hauptfassade ist vier Achsen weit mit zwei eingelassenen Portalen und zwei Fenstern. Letztere sind mit einem schlichten Stahlmaßwerk verziert. Das Mauerwerk besteht aus Feldstein mit Natursteindetails.

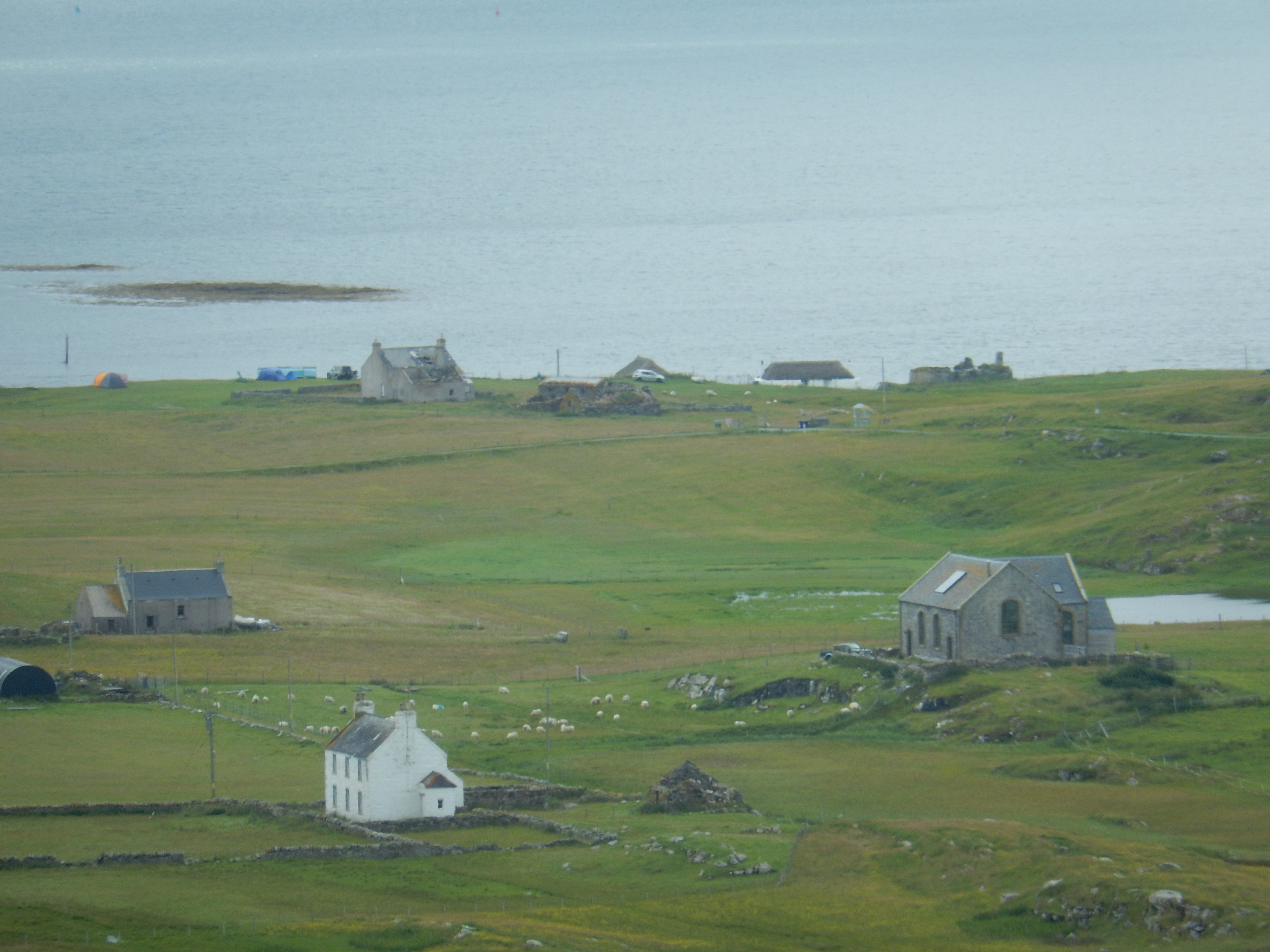
Das ehemalige Pfarrhaus halblinks im Vordergrund; im Hintergrund das Berneray Youth Hostel.

## Pfarrhaus
Das ehemalige Pfarrhaus befindet sich 150 Meter nördlich der Kirche. Es wurde gleichzeitig mit der Kirche errichtet und folgt ebenfalls einem Standardplan für Pfarrhäuser nach dem Telfordmodell. Die Hauptfassaden des zweigeschossigen Gebäudes sind drei Achsen weit. Zu beiden Seiten gehen kurze Anbauten ab. An der rückwärtigen Fassade tritt ein Treppenturm heraus. Das Mauerwerk der Fassaden ist mit Harl verputzt. Das abschließende Satteldach ist mit Schiefer eingedeckt und mit giebelständigen Kaminen ausgeführt.